# سیغیرلی
سیغیرلی (به لاتین: Sığırlı) یک منطقه مسکونی در جمهوری آذربایجان است که در شهرستان کردامیر واقع شده‌است. سیغیرلی ۶۱۳۰ نفر جمعیت دارد.